# UTC-3:30
UTC-3:30 è un fuso orario, in ritardo di 3 ore e 30 minuti sull'UTC.

## Zone
È utilizzato nei seguenti territori:
- Canada :
  - Terranova e Labrador

## Geografia
La provincia canadese di Terranova e Labrador fa parte delle regioni del mondo dove il fuso orario non corrisponde a uno spostamento intero in rapporto all'UTC: la provincia è situata teoricamente in UTC-4, ma abbastanza vicino al limite che UTC-3:30 corrisponda ad una migliore approssimazione dell'ora solare media locale.

## Ora legale
Terranova e Labrador adotta l'ora legale, passando a UTC-2:30. UTC-3:30 è dunque in uso solo per metà dell'anno.